# NGC 3003
NGC 3003 (również PGC 28186 lub UGC 5251) – galaktyka spiralna z poprzeczką (SBbc), znajdująca się w gwiazdozbiorze Małego Lwa. Odkrył ją William Herschel 7 grudnia 1785 roku.
W galaktyce tej zaobserwowano do tej pory jedną supernową – SN 1961F.